# Leichtern
Leichtern (von mittelhochdeutsch līhtern für ‚leichter machen, erleichtern‘) heißt, ein beladenes Schiff leichter zu machen, indem man einen Teil der Ladung herausnimmt, mit dem Ziel, den Tiefgang des Schiffes (d. h. seine Abladetiefe) zu verringern. Dies ist dann erforderlich, wenn wegen Niedrigwasser (die Binnenschiffer sagen auch „Kleinwasser“) eine Weiterfahrt mit der ursprünglichen Abladetiefe wegen der Gefahr von Grundberührung nicht mehr möglich ist.

## Varianten
Leichtern von Schiff zu Schiff:
Ein Teil der Ladung wird von einem Schiff auf ein weiteres umgeladen.
Leichtern vom Schiff auf Lager:
Speditionen, Reedereien und andere Betriebe, die sich im Hafen angesiedelt haben, können auch vom Schiff auf Lager leichtern. Der entnommene Teil der Ladung wird zwischengelagert und später weitertransportiert.
Leichtern vom Schiff auf Lkw oder Bahn:
Besonders Güter, die möglichst pünktlich geliefert werden müssen, werden auch vom Schiff auf Lkw oder Bahn geleichtert und dann direkt zum Bestimmungsort geliefert.